# Dzuzdi Corona
Dzuzdi Corona is een corona op de planeet Venus. Dzuzdi Corona werd in 2003 genoemd naar Dzuzdi, mythologische voorouder van de Zyuzdino-stammen behorende tot de Komi-Permjaken op de Boven-Kamahoogte.
De corona heeft een diameter van 80 kilometer en bevindt zich in het quadrangle Bereghinya Planitia (V-8).